# Кондак (піснеспів)

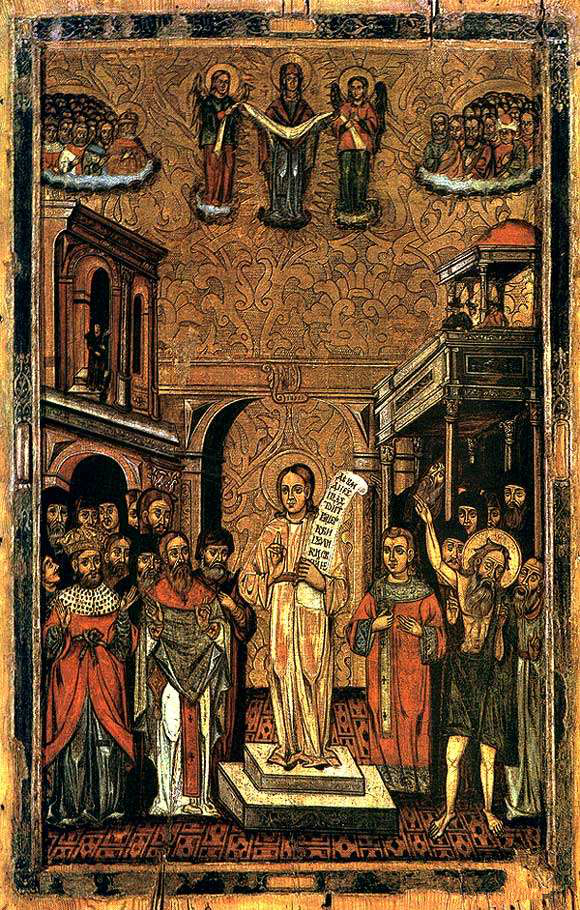
Ікона Святого Романа Солодкоспівця, що співає кондак (1649, Малорита, Білорусь).

Ко́ндак (грец. κοντάκιον — «короткий») — первісно назва сувоїв пергаменту, на яких записували християнські церковні піснеспіви, згодом — самі піснеспіви, в яких стисло викладали опис церковного свята або найважливіші моменти діянь святого.
Церковні перекази пов'язують виникнення кондаку з іменем Романа Солодкоспівця (VI ст.), якому вві сні явилася Богоматір з таким сувоєм, після чого він створив «Акафіст до Пресвятої Богородиці», в якому чергуються кондаки й ікоси.
Стародавні кондаки — багатострофні (близько 20—30 строф) поеми. Строфи об'єднувалися єдиним рефреном та єдиним метричним складанням, заснованим на ізосилабізмі. Перша строфа була вступом, остання — узагальненням повчального характеру. Строфи читав канонарх, рефрен співав народ. З VIII століття кондак як жанр витісняється каноном. Число строф кондака скорочується.
У пізнішому православному богослужбовому ужитку збереглися дві строфи, звані кондаком та ікосом, які читаються або співаються після шостої пісні канону. Цей же кондак читається на годинах (часах). Виняток становить (зберігся повним) кондак, який співається і читається при відспівуванні священника або архієрея.
Кондаком також називаються менші за обсягом (на відміну від ікосів) строфи акафіста.
Статут про спів тропарів та кондаків міститься в Типіконі (глава 52, а також глави 23, 4, 5, 12, 13, 15).